# Будажапов, Баир Владимирович
Баир Владимирович Будажапов (1 сентября 1977, Дырестуй, Бурятия — 17 мая 2006, Курчалоевский район, Чечня) — сотрудник Министерства внутренних дел Российской Федерации, капитан милиции, погиб при исполнении служебных обязанностей во время Второй чеченской войны, кавалер ряда наград.

## Биография
Баир Владимирович Будажапов родился 1 сентября 1977 года в селе Дырестуй Джидинского района Бурятской Автономной Советская Социалистической Республики. В 1994 году окончил среднюю школу в родном селе, после чего уехал в Улан-Удэ, где поступил на физико-технический факультет Бурятского государственного университета.
С апреля 2000 года Будажапов служил в органах Министерства внутренних дел Российской Федерации. Был оперуполномоченным в Специальном отряде быстрого реагирования Управления по борьбе с организованной преступностью при Министерстве внутренних дел Республики Бурятии. С сентября 2003 года занимал должность оперуполномоченного боевого отделения Отряда милиции специального назначения при республиканском МВД.
Во время контртеррористической операции на Северном Кавказе Будажапов четырежды командировался на Северный Кавказ, где принимал активное участие в боевых действиях против незаконных вооружённых формирований сепаратистов на территории Чечни и Дагестана. За многочисленные отличия неоднократно поощрялся командованием, был награждён медалью «За отличие в охране общественного порядка» и «200 лет Министерству внутренних дел России».
Во время четвёртой по счёту своей командировки, 17 мая 2006 года, Будажапов вместе с колонной выдвинулся в район населённых пунктов Ники-Хита и Ялхой-Мокх в Курчалоевском районе Чеченской Республики. Со своими товарищами он должен был провести оперативные мероприятия. В 7:50 колонна была обстреляна из лесного массива, и милиционеры приняли бой, уничтожив боевиков. В том бою Будажапов получил смертельные ранения, от которых вскоре скончался.
Указом Президента Российской Федерации капитан милиции Баир Владимирович Будажапов посмертно был удостоен ордена Мужества.

## Память
- В честь Будажапова названа улица в с. Дырестуй Джидинского района Бурятии.[3]
- Имя Будажапова носят ежегодные турниры по волейболу, проводящиеся в Дырестуе, и по пулевой стрельбе, проводящиеся в Улан-Удэ.
- Имя Будажапова увековечено на мемориальной плите в здании Бурятского РУБОПа.